# Сан-Хосе (станция метро)
«Сан-Хосе» (исп. San José) — станция Линии E метрополитена Буэнос-Айреса.
Станция расположена в районе Конститусьон. Станция Бельграно была открыта 24 апреля 1966 года, в рамках продления Линии Е до станции Боливар.
Название своё станция получила от улицы Сан-Хосе, на перекрёстке которой с Авенидой Сан-Хуан она и расположена. В 1997 году получила статус "исторического достояния".

## Фотографии

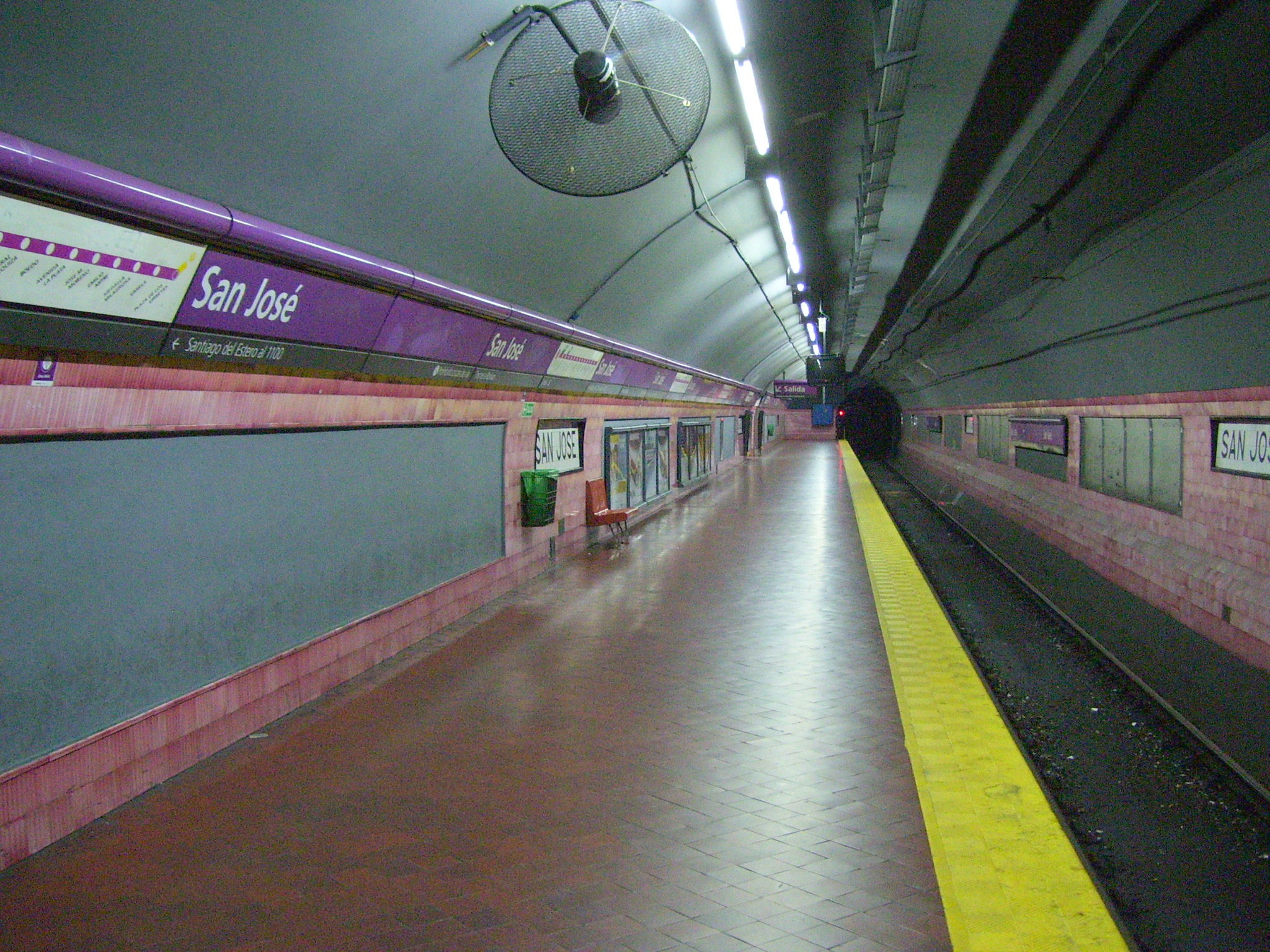
Посадочная платформа, 2007 год.
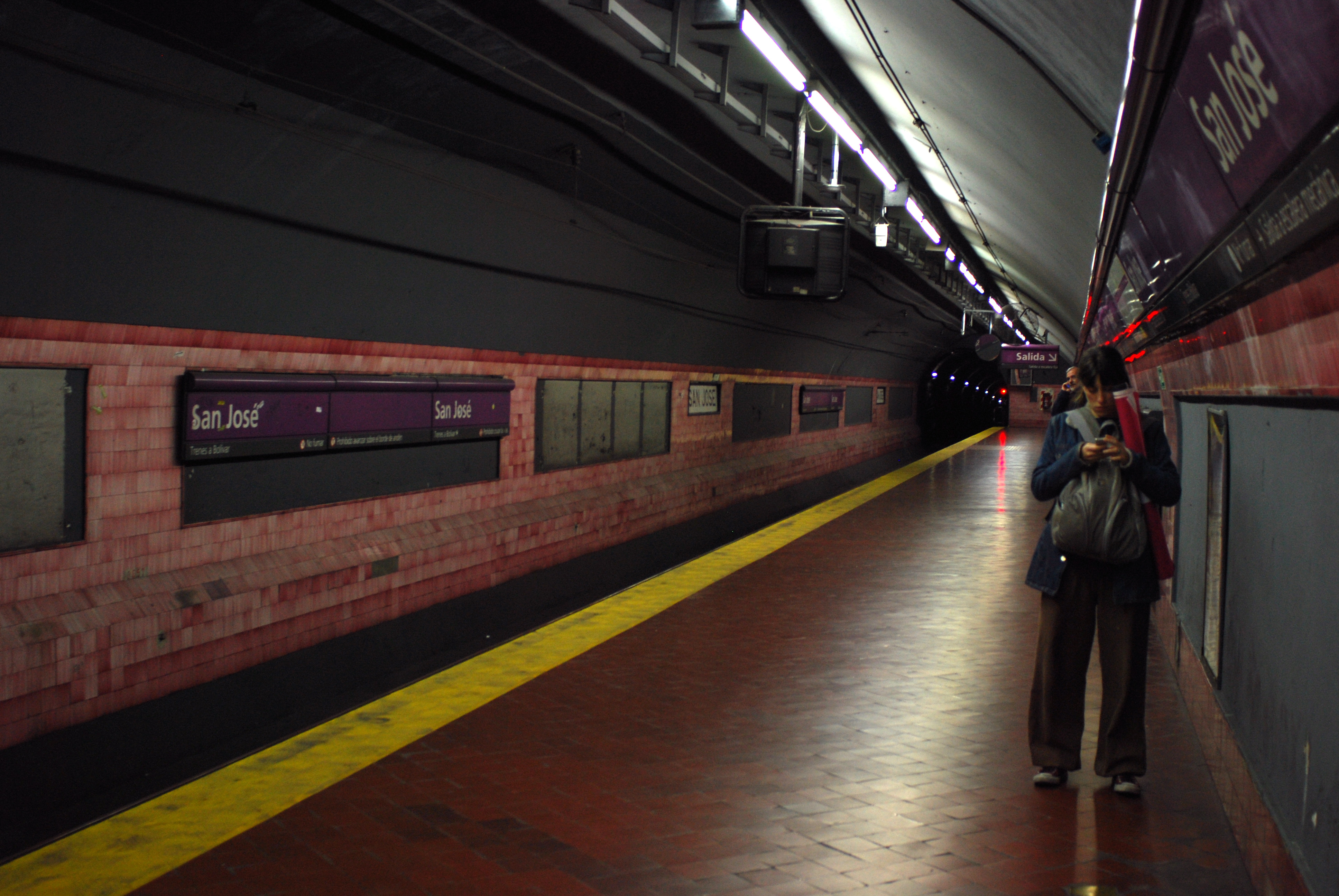
Посадочная платформа, 2008 год.
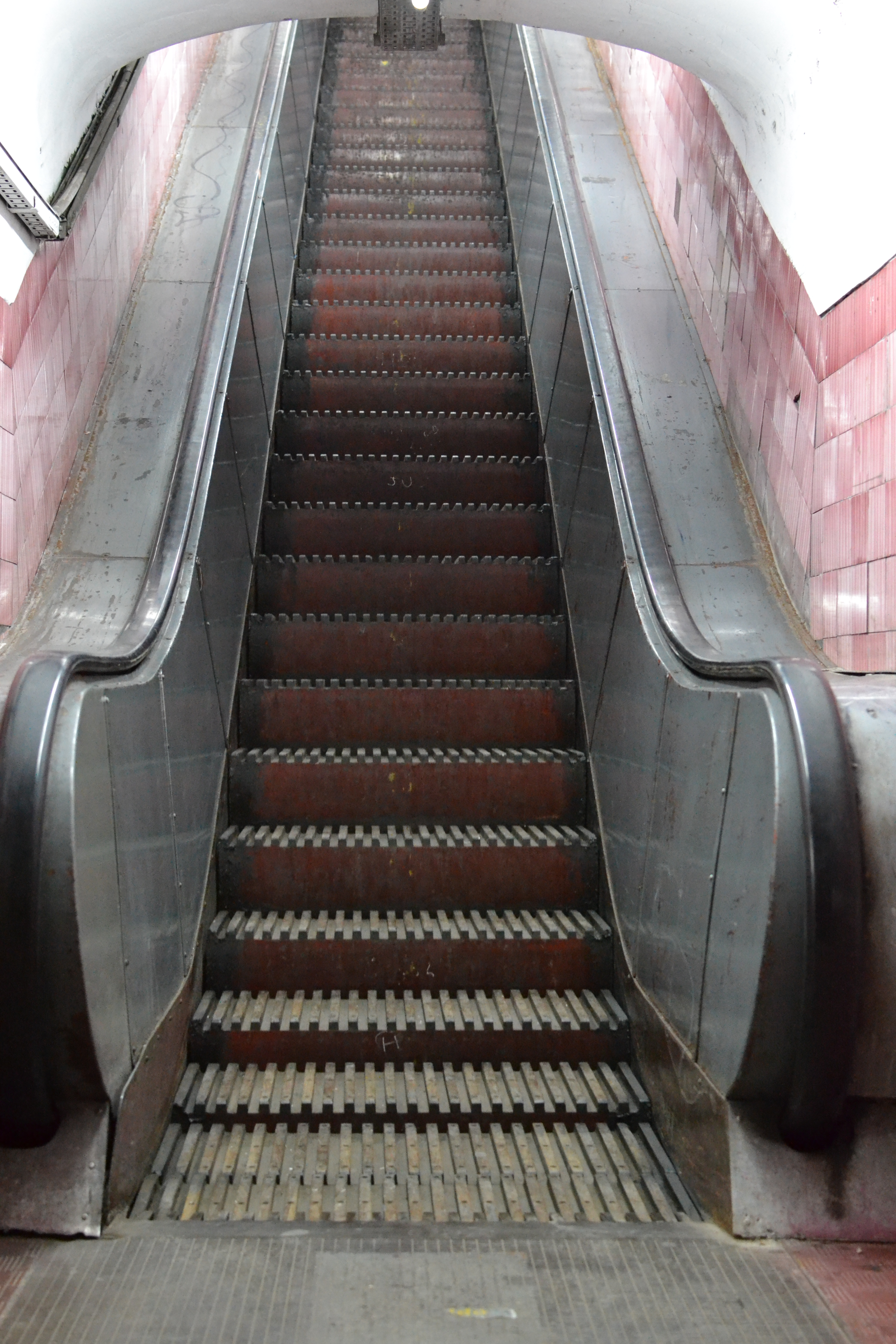
Эскалатор.